# Vörhenyes kacsolat
A vörhenyes kacsolat (Pseudoseisura cristata) a madarak (Aves) osztályának verébalakúak (Passeriformes) rendjébe és a fazekasmadár-félék (Furnariidae) családjába tartozó faj.

## Rendszerezése
A fajt Johann Baptist von Spix német ornitológus írta le 1824-ben, az Anabates nembe Anabates cristatus néven.

## Előfordulása
Dél-Amerika keleti részén, Brazília területén honos. Természetes élőhelyei a szubtrópusi és trópusi lombhullató erdők, szavannák és cserjések, valamint városias környezet.

## Megjelenése
Testhossza 26 centiméter.

## Életmódja
Ízeltlábúakkal és növényi anyagokkal táplálkozik.

## Természetvédelmi helyzete
Az elterjedési területe nagy, egyedszáma pedig növekvő. A Természetvédelmi Világszövetség Vörös listáján nem veszélyeztetett fajként szerepel.

## Külső hivatkozások
- Képek az interneten a fajról
- Xeno-canto.org - elterjedése